# I vivi
I vivi è una raccolta di racconti scritta da Cristiano Godano, cantante dei Marlene Kuntz, pubblicato da Rizzoli nel 2008.

## Edizioni
- Cristiano Godano, I vivi, 1ª ed., collana 24/7, Rizzoli, 2008,  p. 164, ISBN 88-17-02047-8.